# Maison Kostromine
La Maison Kostromine (Дом М. А. Костромина) est une ancienne demeure de maître située à Nijni Novgorod en Russie dans le centre historique de la ville, grande rue de l'Intercession. Elle est inscrite au patrimoine architectural d'importance régionale. Elle a été construite à la fin du XVIIIe siècle selon les plans de l'architecte du gouvernement de Nijni Novgorod, Iakov Ananine. Le mécanicien-horloger autodidacte Ivan Koulibine est lié à l'histoire de Kostromine.

## Histoire
Mikhaïl Andreïanovitch Kostromine descend d'une lignée de paysans, assignés au monastère des grottes de l'Ascension de Nijni Novgorod, dont ils deviennent paysans économiques en 1764. Présentant un capital important, Kostromine parvient à s'inscrire dans la classe des marchands de Tchiorny Yar, mais réside à Nijni Novgorod. Afin d'obtenir la reconnaissance de l'aristocratie et des autorités de la ville, M.A. Kostromine propose à l'inventeur mécanicien Ivan Koulibine de fabriquer une horloge en forme d'œuf de canard pour l'impératrice Catherine II, offrant un logement pour la famille de l'inventeur, ses assistants et fournissant tous les matériaux. L'horloge est présentée le 1er avril 1769 à l'impératrice à Saint-Pétersbourg, à la suite de quoi Koulibine est inscrit comme mécanicien de l'Académie des sciences de Saint-Pétersbourg et la marchand Kostromine reçoit une dotation de mille roubles et une timbale en argent avec le portrait de l'impératrice et une inscription dédicatoire. Dès lors, Kostromine occupe une place des plus distinguées dans la société des marchands de Nijni Novgorod et il est souvent élu à l'assemblée municipale.

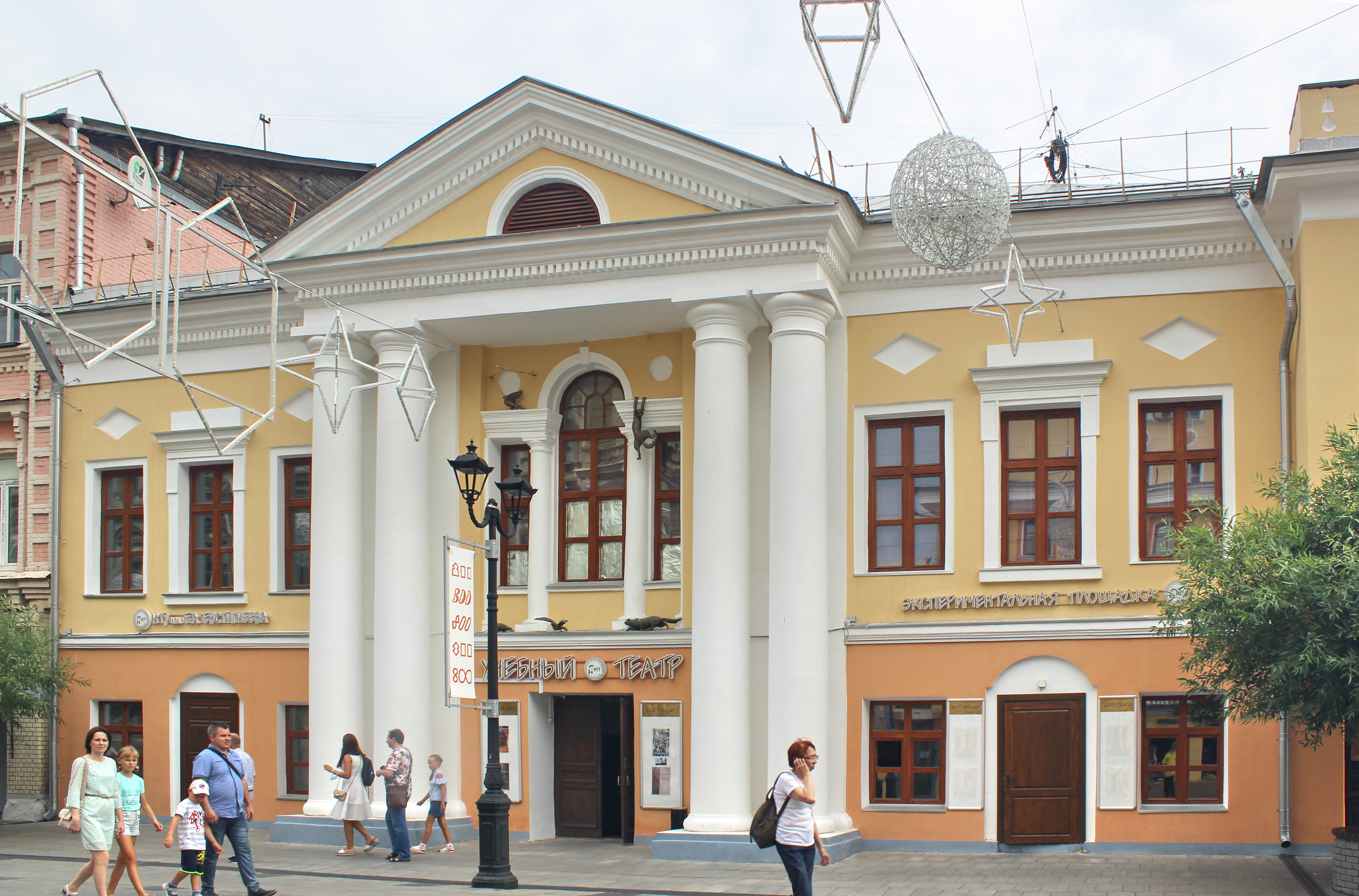
La façade en 2021.

Lors de l'arpentage général du centre de Nijni Novgorod, près du marché, Kostromine achète une grande parcelle et fait construire par Ananine sur la grand-rue de l'Intercession une demeure de maître de pierre à un étage sur des caves voûtées. Au début du XIXe siècle, on y ajoute deux annexes. La maison est achetée en 1834 par I.A. Kniaguininski, puis en 1852 par le marchand-mécène V.K. Mitchourine. L'architecte Kostrioukov construit en 1876 à gauche de la maison un bâtiment de deux étages en brique et à droite une entrée avec un oriel rectangulaire à une baie. Le portique est démoli; tout est refait dans le style néoclassique originel dans les années 1990. Elle accueille ensuite un hôtel de tourisme et une pizzeria. Aujourd'hui l'édifice accueille un théâtre.

## Architecture

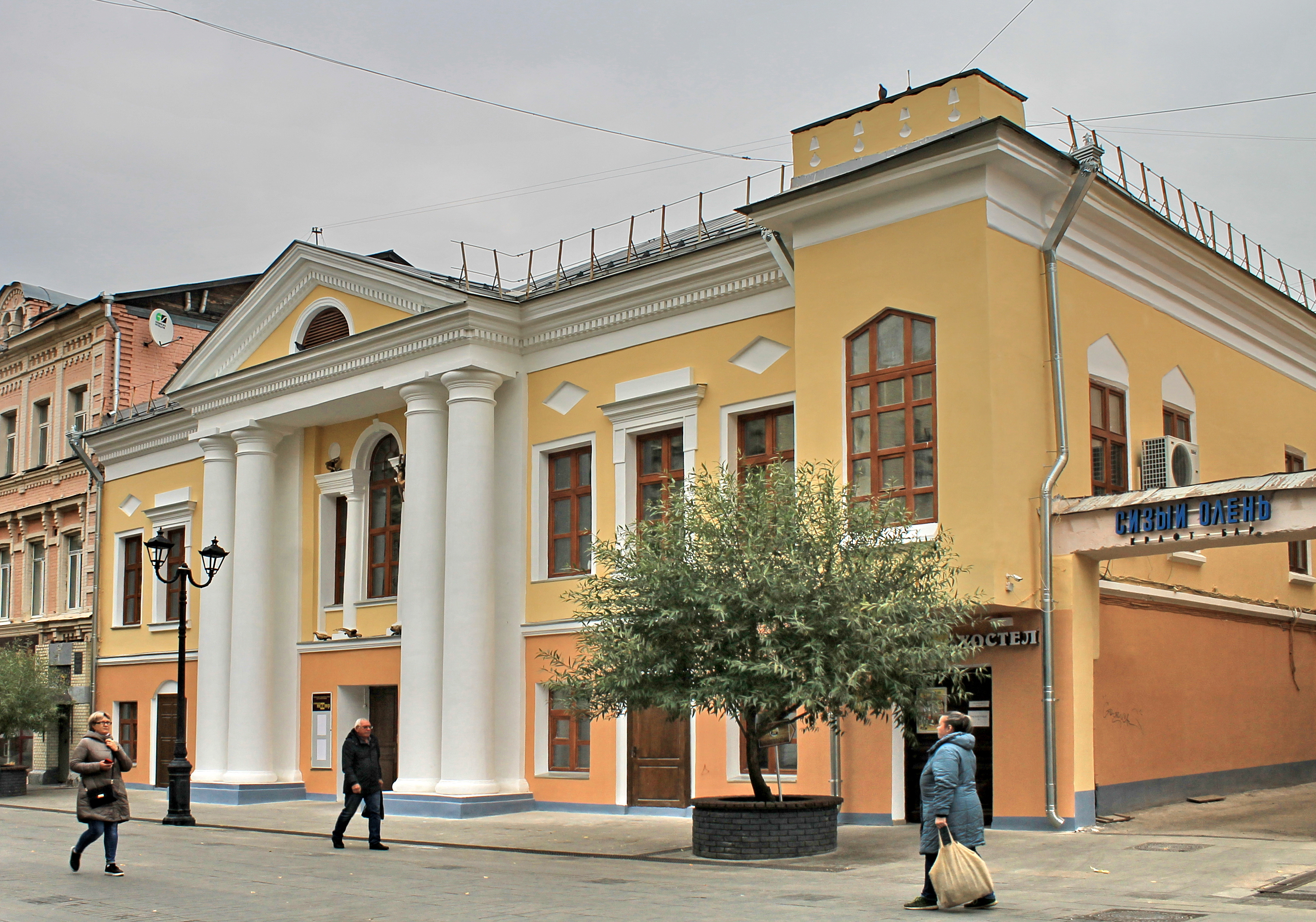
Façade.

La demeure est construite en style néoclassique russe, dit en Russie « style Empire ». La façade principale est ornée au centre d'un portique imposant à quatre colonnes d'ordre romain sous un fronton triangulaire. Les fenêtres ont des niches caractéristiques du XVIIIe siècle. L'architecte I.K. Kostrioukov l'aménage dans les années 1870 avec des détails néomauresques, un balcon et trois ouvertures cintrées au centre de la façade et une alternance de bandes rouges et blanches de revêtement en brique. La demeure est de nouveau aménagée dans les années 1990 pour retrouver son style néoclassique d'origine. Parallèlement, une annexe à droite est conservée, avec sa baie vitrée en oriel et une fenêtre ouvrant au premier étage, caractéristiques de l'architecture orientale.